# ジャックはしゃべれま1,000
『ジャックはしゃべれま1,000(せん)』（原題: A Thousand Words）は、2012年にアメリカ合衆国で製作されたコメディ映画。日本では劇場公開されずビデオスルーされた。

## ストーリー
出版代理人のジャックは、得意の嘘と話術で多くの仕事を成功に導いてきた。だが、自分のためならどんな嘘でも平気でついてしまうようになっていた。そんなある日、彼は人気のスピリチュアル指導者のシンジャと知り合う。すると、自宅の庭に謎の巨木が突如現れる。しかも、不思議なことにこの巨木は、ジャックが一言発する度に葉を一枚ずつ散らしていく。シンジャはこの巨木の葉が全て散った時、ジャックの命も失われてしまうと彼に告げる。これを聞いて、ジャックは言葉を発することをやめるが、当然上手くはいかず、葉はどんどん散っていく。遂にはジャックの態度に怒った妻が子供を連れて出て行き、更には職までも失う。この事態に、一時は自暴自棄になったジャックだったが、シンジャの言葉をきっかけに、嘘の言葉で満ちた自分の人生を見つめ直していく。そして、残されたわずかな言葉で、妻や老いた母など周りの人々に想いを伝える。最後にジャックは、幼い時に家族を捨てて出て行った父の墓の前に立ち、父に向って「許す」と告げる。この言葉で全ての葉が落ち、ジャックは苦しんで倒れる。そこに事情を知るジャックの部下アーロンから電話がかかって来る。アーロンは、全ての葉が散って死を迎えるだけと思われた巨木が生き返り、葉を付けただけでなく、花まで咲いていることを伝える。ジャックは助かったのである。
生まれ変わったジャックは今回の経験をもとに「1000の言葉（A Thousand Words）」という本を著す。代理人はかつての部下アーロンである。そしてジャックは、妻が望んでいた子育て向きの家を購入し、妻子と再出発する。

## キャスト
ジャック・マッコール
演 - エディ・マーフィ、日本語吹替 - 山寺宏一
やり手の出版代理人。
シンジャ師
演 - クリフ・カーティス、日本語吹替 - 井上和彦
人気のスピリチャル指導者。
アーロン・ワイズバーガー
演 - クラーク・デューク、日本語吹替 - 林勇
ジャックの助手。
キャロライン・マッコール
演 - ケリー・ワシントン、日本語吹替 - 東條加那子
ジャックの妻。
サマンサ・デイビス
演 - アリソン・ジャネイ、日本語吹替 - 八十川真由野
ジャックの上司。
盲目の老人
演 - ジョン・ウィザースプーン、日本語吹替 - 仲野裕
しゃべるのをやめたジャックが交通量の多い交差点で出会った老人。
アニー・マッコール
演 - ルビー・ディー、日本語吹替 - 下川江那
ジャックの母。認知症が進行し、ジャックを夫レイモンドと思い込む。

## エピソード
本作の撮影は2008年5月に行なわれたが、試写で酷評されたために配給会社の都合で公開が延期されていると報道され、2012年3月になってようやく公開された。